# Düsseldorfer Turn- und Sportverein Fortuna 1895 2000-2001
Questa voce raccoglie le informazioni riguardanti il Düsseldorfer Turn- und Sportverein Fortuna 1895 nelle competizioni ufficiali della stagione 2000-2001.

## Stagione
Nella stagione 2000-2001 il Fortuna Düsseldorf, allenato da Aleksandar Ristić, Uwe Fuchs e Tim Kamp, concluse il campionato di Regionalliga nord al 16º posto.

## Rosa
| N. |                                 | Ruolo | Calciatore         |
| -- | ------------------------------- | ----- | ------------------ |
| 1  | Germania (bandiera)             | P     | Mirko Bitzer       |
| 1  | Germania (bandiera)             | P     | Frank Kirn         |
| 2  | Bosnia ed Erzegovina (bandiera) | D     | Dženan Zaimović    |
| 3  | Germania (bandiera)             | D     | Jürgen Radschuweit |
| 4  | Germania (bandiera)             | D     | Rudolf Zedi        |
| 5  | Germania (bandiera)             | C     | Guido Jörres       |
| 6  | Bosnia ed Erzegovina (bandiera) | C     | Asmir Džafić       |
| 7  | Russia (bandiera)               | A     | Oleg Putilo        |
| 8  | Germania (bandiera)             | A     | Wolfram Klein      |
| 9  | Paesi Bassi (bandiera)          | A     | Virgil Breetveld   |
| 10 | Germania (bandiera)             | C     | Uwe Weidemann      |
| 11 | Germania (bandiera)             | C     | Heinz Vossen       |
| 12 | Germania (bandiera)             | P     | Sven Neuhaus       |
| 15 | Germania (bandiera)             | C     | Christoph Kempers  |
| 16 | Serbia e Montenegro (bandiera)  | D     | Goran Vucic        |
| 17 | Germania (bandiera)             | A     | Marcus Marin       |
| 18 | Croazia (bandiera)              | C     | Marinko Miletic    |

| N. |                                 | Ruolo | Calciatore         |
| -- | ------------------------------- | ----- | ------------------ |
| 19 | Germania (bandiera)             | C     | Dirk Michels       |
| 20 | Croazia (bandiera)              | C     | Mladen Kovačić     |
| 21 | Germania (bandiera)             | C     | Sven Mollenhauer   |
| 22 | Germania (bandiera)             | A     | René Kägebein      |
| 23 | Nigeria (bandiera)              | D     | Augustine Fregene  |
| 24 | Rep. Ceca (bandiera)            | C     | Martin Čupr        |
| 25 | Bosnia ed Erzegovina (bandiera) | C     | Đorđe Kunovac      |
| 27 | Germania (bandiera)             | A     | Dennis Zellmann    |
| 28 | Rep. Ceca (bandiera)            | C     | David Breda        |
| 29 | Germania (bandiera)             | C     | Christian Fährmann |
| 30 | Germania (bandiera)             | D     | Stefan Emmerling   |
| 31 | Ghana (bandiera)                | D     | Daniel Addo        |
| 32 | Germania (bandiera)             | D     | René Bogesits      |
| 33 | Germania (bandiera)             | D     | Björn Weikl        |
| 34 | Germania (bandiera)             | C     | Daniele Varveri    |
| 35 | Germania (bandiera)             | P     | Dennis Prostka     |

## Organigramma societario
Area tecnica
- Allenatore: Tim Kamp
- Allenatore in seconda:
- Preparatore dei portieri:
- Preparatori atletici:
- Analisi video:

## Calciomercato

### Sessione estiva
| Acquisti | Acquisti         | Acquisti        | Acquisti |
| R.       | Nome             | da              | Modalità |
| -------- | ---------------- | --------------- | -------- |
| D        | Daniel Addo      | Karlsruhe       |          |
| C        | Martin Čupr      | Viktoria Žižkov |          |
| C        | Asmir Džafić     | Velež Mostar    |          |
| D        | Stefan Emmerling | Duisburg        |          |
| C        | Mladen Kovačić   | Sebenico        |          |
| C        | Đorđe Kunovac    | Leotar          |          |
| A        | Marcus Marin     | St. Pauli       |          |
| D        | Björn Weikl      | TuRU Düsseldorf |          |
| D        | Dženan Zaimović  | Velež Mostar    |          |

| Cessioni | Cessioni        | Cessioni                | Cessioni |
| R.       | Nome            | a                       | Modalità |
| -------- | --------------- | ----------------------- | -------- |
| A        | Ganiyu Shittu   | Wattenscheid 09         |          |
| C        | Daniel Cartus   | Saarbrücken             |          |
| D        | Stephan Heller  | Duisburg II             |          |
| C        | Antoine Hey     | Osnabrück               |          |
| D        | Enrico Kowski   | Uerdingen 05            |          |
| D        | Yves Ngongang   | Germania Ratingen 04/19 |          |
| D        | Jussi Nuorela   | MyPa                    |          |
| D        | Karol Praženica | Dyn. Č. Budějovice      |          |

### Sessione invernale
| Acquisti | Acquisti           | Acquisti       | Acquisti |
| R.       | Nome               | da             | Modalità |
| -------- | ------------------ | -------------- | -------- |
| C        | Christian Fährmann | Union Berlino  |          |
| C        | David Breda        | Slovan Liberec |          |

| Cessioni | Cessioni        | Cessioni             | Cessioni |
| R.       | Nome            | a                    | Modalità |
| -------- | --------------- | -------------------- | -------- |
| C        | Andreas Gensler | Borussia Dortmund II |          |
| D        | Kemal Halat     | Osnabrück            |          |

## Risultati

### Regionalliga nord

#### Girone di andata
| Arbitro: | Jauch |

|                          |           |            |
| Kruskopf 58’ Küsters 73’ | Marcatori | 14’ Džafić |

| 5 agosto 2000 2ª giornata |  | – turno di riposo |  |  |

| Arbitro: | Gräfe |

|           |           |            |
| Marin 78’ | Marcatori | 90’ Kaiser |

| Arbitro: | Voss |

|           |           |                                |
| Sahin 22’ | Marcatori | 27’ Marin 53’ Kempers 89’ Zedi |

| Arbitro: | Häcker |

|  |           |            |
|  | Marcatori | 65’ Wojcik |

| Arbitro: | Hahne |

|            |           |  |
| Schmidt 3’ | Marcatori |  |

| Düsseldorf 8 settembre 2000, ore 20:00 CEST 7ª giornata | Fortuna Düsseldorf | 0 – 0 referto | Rot-Weiss Essen | Rheinstadion (7 000 spett.)\| Arbitro: \| Meyer \| |
| Arbitro:                                                | Meyer              |               |                 |                                                    |

| Arbitro: | Thomßen |

|           |           |             |
| Milde 71’ | Marcatori | 12’ Miletic |

| Arbitro: | Marks |

|                     |           |                             |
| Marin 4’ Putilo 65’ | Marcatori | 36’ Hopp 66’ Fiore 77’ Maaß |

| Arbitro: | Rafati |

|            |           |  |
| Völzke 41’ | Marcatori |  |

| Arbitro: | Kinhöfer |

|                       |           |  |
| Putilo 2’ Miletic 81’ | Marcatori |  |

| Arbitro: | Grabanowski |

|                   |           |             |
| Isa 76’ Nikol 78’ | Marcatori | 39’ Kovačić |

| Arbitro: | Fleske |

|             |           |                          |
| Kempers 55’ | Marcatori | 24’ Katriniok 88’ Ebbers |

| Arbitro: | Gräfe |

|                                  |           |              |
| Weetendorf 42’ Jörres 53’ (aut.) | Marcatori | 90’ Kägebein |

| Arbitro: | Jauch |

|                               |           |  |
| Čupr 8’ Putilo 71’ Shittu 73’ | Marcatori |  |

| Arbitro: | Hennecke |

|                                                       |           |          |
| Klee 30’, 45’ Filipović 31’ Schiemann 69’ (rig.), 90’ | Marcatori | 32’ Čupr |

| Arbitro: | Minskowski |

|                                                    |           |                |
| Putilo 5’ Marin 55’ (rig.) Kempers 61’ Miletic 73’ | Marcatori | 69’ Tautenhahn |

| Arbitro: | Weber |

|                   |           |            |
| Nacev 66’ Süs 89’ | Marcatori | 69’ Putilo |

| Arbitro: | Otte |

|              |           |                          |
| Zaimović 45’ | Marcatori | 16’ Dos Santos 62’ Lazic |

#### Girone di ritorno
| Arbitro: | Hahne |

|             |           |                                     |
| Michels 85’ | Marcatori | 17’ (rig.) Przondziono 73’ Simonsen |

| 15 dicembre 2000 21ª giornata |  | – turno di riposo |  |  |

| Arbitro: | Otte |

|                      |           |  |
| Rolfes 56’ Nouri 84’ | Marcatori |  |

| Arbitro: | Grabanowski |

|                                |           |           |
| Marin 73’ (rig.) Emmerling 90’ | Marcatori | 66’ Casey |

| Arbitro: | Soltow |

|                       |           |                                   |
| Lodter 72’ Cengiz 90’ | Marcatori | 82’ Marin 85’ Zaimović 89’ Putilo |

| Arbitro: | Späker |

|          |           |  |
| Marin 5’ | Marcatori |  |

| Arbitro: | Grabanowski |

|             |           |                           |
| Raschke 32’ | Marcatori | 56’, 66’ Putilo 90’ Breda |

| Arbitro: | Beitzel |

|  |           |                                                  |
|  | Marcatori | 20’ (rig.) Schröder 49’, 81’ Perdei 85’ Majewski |

| Arbitro: | Bley |

|                              |           |            |
| Fiore 45’, 82’ Rodriguez 80’ | Marcatori | 47’ Putilo |

| Arbitro: | Häcker |

|                 |           |  |
| Radschuweit 44’ | Marcatori |  |

| Arbitro: | Hems |

|           |           |  |
| Baich 26’ | Marcatori |  |

| Arbitro: | Herschke |

|  |           |                          |
|  | Marcatori | 90’, 90’ (rig.) Teixeira |

| Arbitro: | Grudzinski |

|              |           |                            |
| Altintop 70’ | Marcatori | 23’ Džafić 31’ Radschuweit |

| Arbitro: | Weber |

|            |           |  |
| Putilo 32’ | Marcatori |  |

| Arbitro: | Wegener-Gärtner |

|           |           |                                                                           |
| Jesse 49’ | Marcatori | 14’ (rig.) Marin 37’, 81’ Miletic 62’ Mollenhauer 64’ Putilo 90’ Fährmann |

| Arbitro: | Kinhöfer |

|          |           |  |
| Zedi 60’ | Marcatori |  |

| Arbitro: | Frank |

|                        |           |  |
| Müller 42’ Tomoski 90’ | Marcatori |  |

| Arbitro: | Kemmling |

|               |           |                       |
| Emmerling 30’ | Marcatori | 3’ Nadj 23’ Antwerpen |

| Arbitro: | Späker |

|           |           |  |
| Gatti 87’ | Marcatori |  |

## Statistiche

### Statistiche di squadra
| Competizione      | Punti | In casa | In casa | In casa | In casa | In casa | In casa | In trasferta | In trasferta | In trasferta | In trasferta | In trasferta | In trasferta | Totale | Totale | Totale | Totale | Totale | Totale | DR |
| Competizione      | Punti | G       | V       | N       | P       | Gf      | Gs      | G            | V            | N            | P            | Gf           | Gs           | G      | V      | N      | P      | Gf     | Gs     | DR |
| ----------------- | ----- | ------- | ------- | ------- | ------- | ------- | ------- | ------------ | ------------ | ------------ | ------------ | ------------ | ------------ | ------ | ------ | ------ | ------ | ------ | ------ | -- |
| Regionalliga nord | 42    | 18      | 8       | 2       | 8       | 22      | 21      | 18           | 5            | 1            | 12           | 24           | 31           | 36     | 13     | 3      | 20     | 46     | 52     | -6 |
| Totale            | 42    | 18      | 8       | 2       | 8       | 22      | 21      | 18           | 5            | 1            | 12           | 24           | 31           | 36     | 13     | 3      | 20     | 46     | 52     | -6 |

### Andamento in campionato
| Giornata  | 1  | 2  | 3  | 4  | 5  | 6  | 7  | 8  | 9  | 10 | 11 | 12 | 13 | 14 | 15 | 16 | 17 | 18 | 19 | 20 | 21 | 22 | 23 | 24 | 25 | 26 | 27 | 28 | 29 | 30 | 31 | 32 | 33 | 34 | 35 | 36 | 37 | 38 |
| --------- | -- | -- | -- | -- | -- | -- | -- | -- | -- | -- | -- | -- | -- | -- | -- | -- | -- | -- | -- | -- | -- | -- | -- | -- | -- | -- | -- | -- | -- | -- | -- | -- | -- | -- | -- | -- | -- | -- |
| Luogo     | T  |    | C  | T  | C  | T  | C  | T  | C  | T  | C  | T  | C  | T  | C  | T  | C  | T  | C  | C  |    | T  | C  | T  | C  | T  | C  | T  | C  | T  | C  | T  | C  | T  | C  | T  | C  | T  |
| Risultato | P  |    | N  | V  | P  | P  | N  | N  | P  | P  | V  | P  | P  | P  | V  | P  | V  | P  | P  | P  |    | P  | V  | V  | V  | V  | P  | P  | V  | P  | P  | V  | V  | V  | V  | P  | P  | P  |
| Posizione | 13 | 17 | 16 | 12 | 15 | 17 | 16 | 16 | 17 | 18 | 15 | 16 | 17 | 19 | 16 | 18 | 16 | 17 | 17 | 17 | 19 | 19 | 17 | 16 | 15 | 15 | 15 | 15 | 15 | 15 | 16 | 15 | 15 | 15 | 14 | 15 | 15 | 16 |

Legenda:

Luogo: C = Casa; T = Trasferta. Risultato: V = Vittoria; N = Pareggio; P = Sconfitta.

### Statistiche dei giocatori
| D. Addo        | 2  | 0  | 0  | 0 |
| M. Bitzer      | 28 | 0  | 0  | 1 |
| R. Bogesits    | 10 | 0  | 2  | 0 |
| D. Breda       | 14 | 1  | 2  | 0 |
| V. Breetveld   | 0  | 0  | 0  | 0 |
| A. Džafić      | 23 | 2  | 3  | 0 |
| S. Emmerling   | 16 | 2  | 6  | 0 |
| A. Fregene     | 6  | 0  | 1  | 0 |
| C. Fährmann    | 12 | 1  | 1  | 0 |
| A. Gensler     | 6  | 0  | 2  | 0 |
| K. Halat       | 17 | 0  | 8  | 0 |
| G. Jörres      | 17 | 0  | 8  | 0 |
| C. Kempers     | 17 | 3  | 2  | 0 |
| F. Kirn        | 0  | 0  | 0  | 0 |
| W. Klein       | 2  | 0  | 0  | 0 |
| M. Kovačić     | 7  | 1  | 1  | 0 |
| Đ. Kunovac     | 10 | 0  | 2  | 0 |
| R. Kägebein    | 10 | 1  | 0  | 0 |
| M. Marin       | 33 | 8  | 10 | 0 |
| D. Michels     | 30 | 1  | 2  | 0 |
| M. Miletic     | 26 | 5  | 5  | 1 |
| S. Mollenhauer | 28 | 1  | 7  | 0 |
| S. Neuhaus     | 9  | 0  | 0  | 0 |
| D. Prostka     | 0  | 0  | 0  | 0 |
| O. Putilo      | 31 | 11 | 2  | 0 |
| J. Radschuweit | 21 | 2  | 4  | 1 |
| G. Shittu      | 11 | 1  | 0  | 0 |
| D. Varveri     | 1  | 0  | 0  | 0 |
| H. Vossen      | 2  | 0  | 0  | 0 |
| G. Vucic       | 17 | 0  | 6  | 0 |
| U. Weidemann   | 18 | 0  | 1  | 1 |
| B. Weikl       | 4  | 0  | 1  | 0 |
| D. Zaimović    | 18 | 2  | 1  | 0 |
| R. Zedi        | 35 | 2  | 11 | 0 |
| D. Zellmann    | 3  | 0  | 0  | 0 |
| M. Čupr        | 16 | 2  | 0  | 1 |